# Ponor

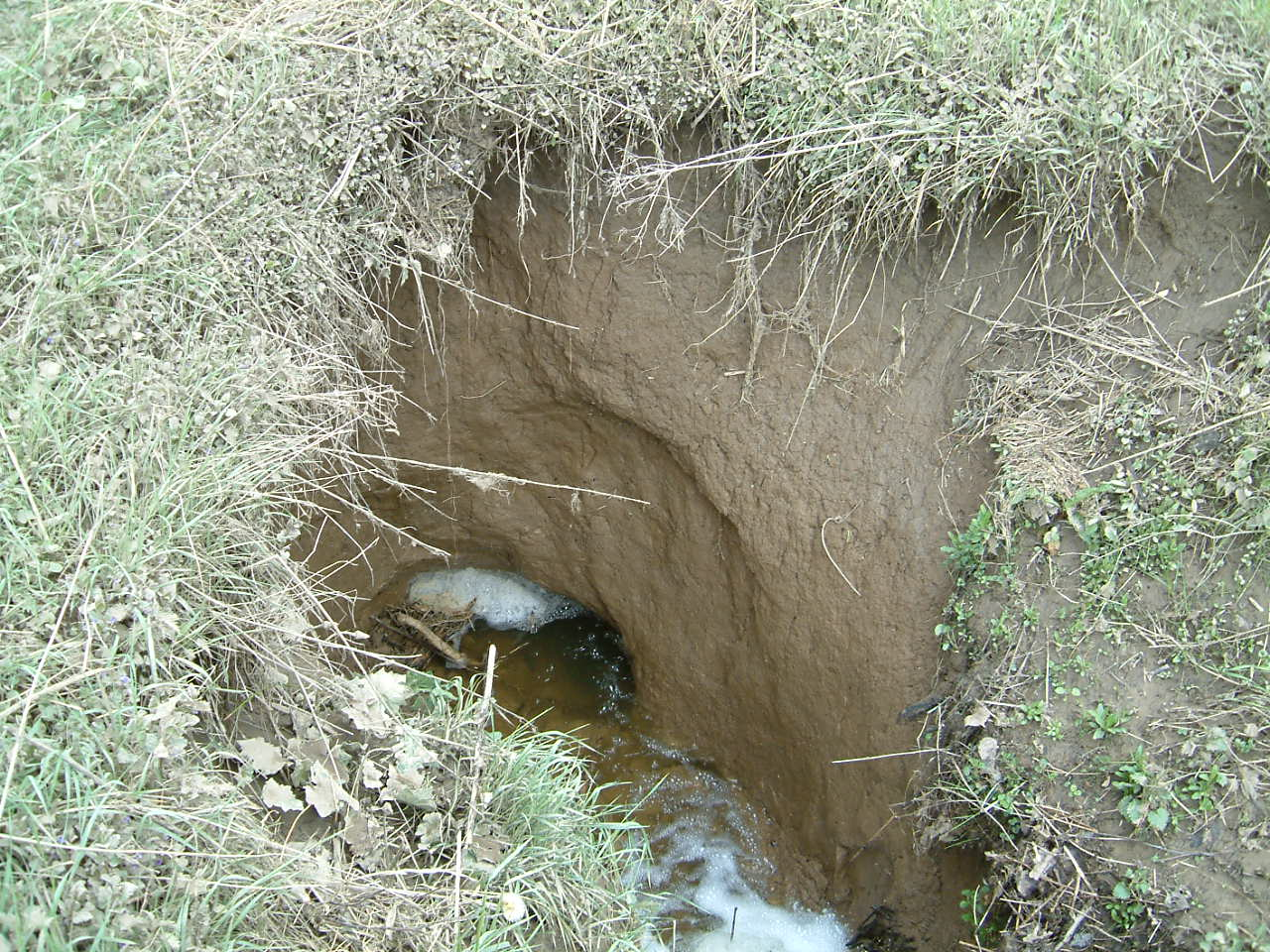
Schluckloch eines Baches in verkarsteten Zechsteinkalken bei Essentho im Nordosten des Hochsauerlandkreises.

Ein Ponor (männlich, aus dem Südslawischen) – auch als Bachschwinde, Gully, Schluckloch, Schlundloch, Schwalgloch (im Westfälischen) oder Schwinde bekannt – ist eine Öffnung in der Geländeoberfläche, an der ein fließendes oder stehendes Gewässer abfließt und unterirdisch weiterfließt. Der Ponor ist eine typische, in vielen Regionen der Erde auftretende Karsterscheinung und deswegen auf Untergründen aus Kalkstein häufiger anzutreffen. 
Schlucklöcher, die in den für Karstgebiete typischen Karsttrichtern (Dolinen) liegen, werden als Ponordolinen bezeichnet.
Je nach Verhältnis zwischen der Querschnittsfläche der Öffnung oder dem Volumen des sich anschließenden unterirdischen Höhlensystems (Durchflusskapazität) einerseits und der Zuflussmenge des entsprechenden Gewässers andererseits unterscheidet man im deutschen Sprachraum Schwinden und Schlinger.

## Schwinde
Eine Schwinde (man sagt auch Flussschwinde, Bachschwinde oder Wasserschwinde) bezeichnet jenen Fall, in dem die Zuflussmenge klein genug ist, um die Öffnung und das sich anschließende Höhlensystem passieren zu können, ohne dass das Wasser an der Geländeoberfläche angestaut wird und dort zumindest teilweise normal abfließen kann. Dies äußert sich darin, dass ein Bach in einer solchen Öffnung, im wahrsten Sinne des Wortes, einfach verschwindet.

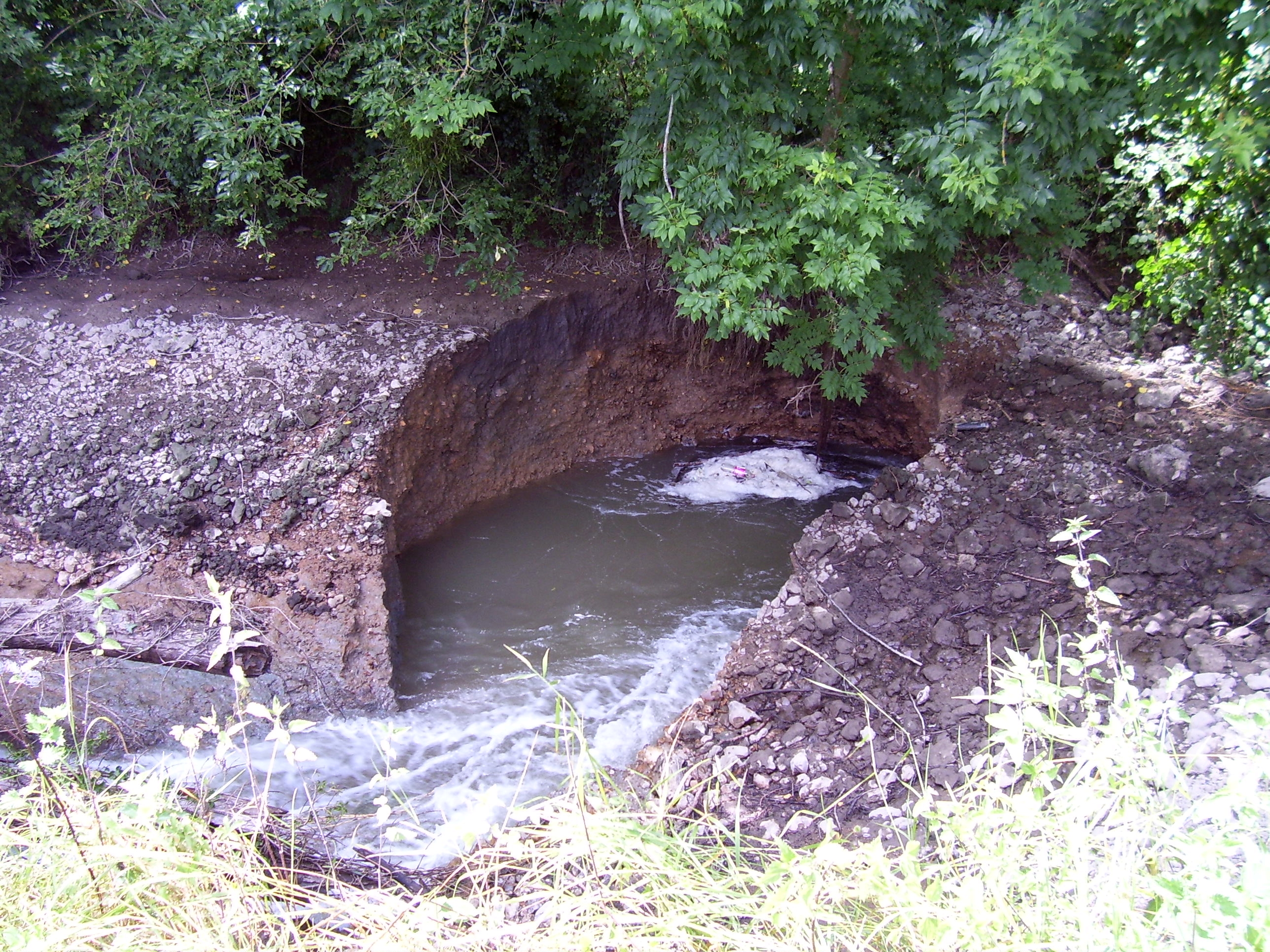
Flussschwinde der Risle bei La Ferrière-sur-Risle (Département Eure)
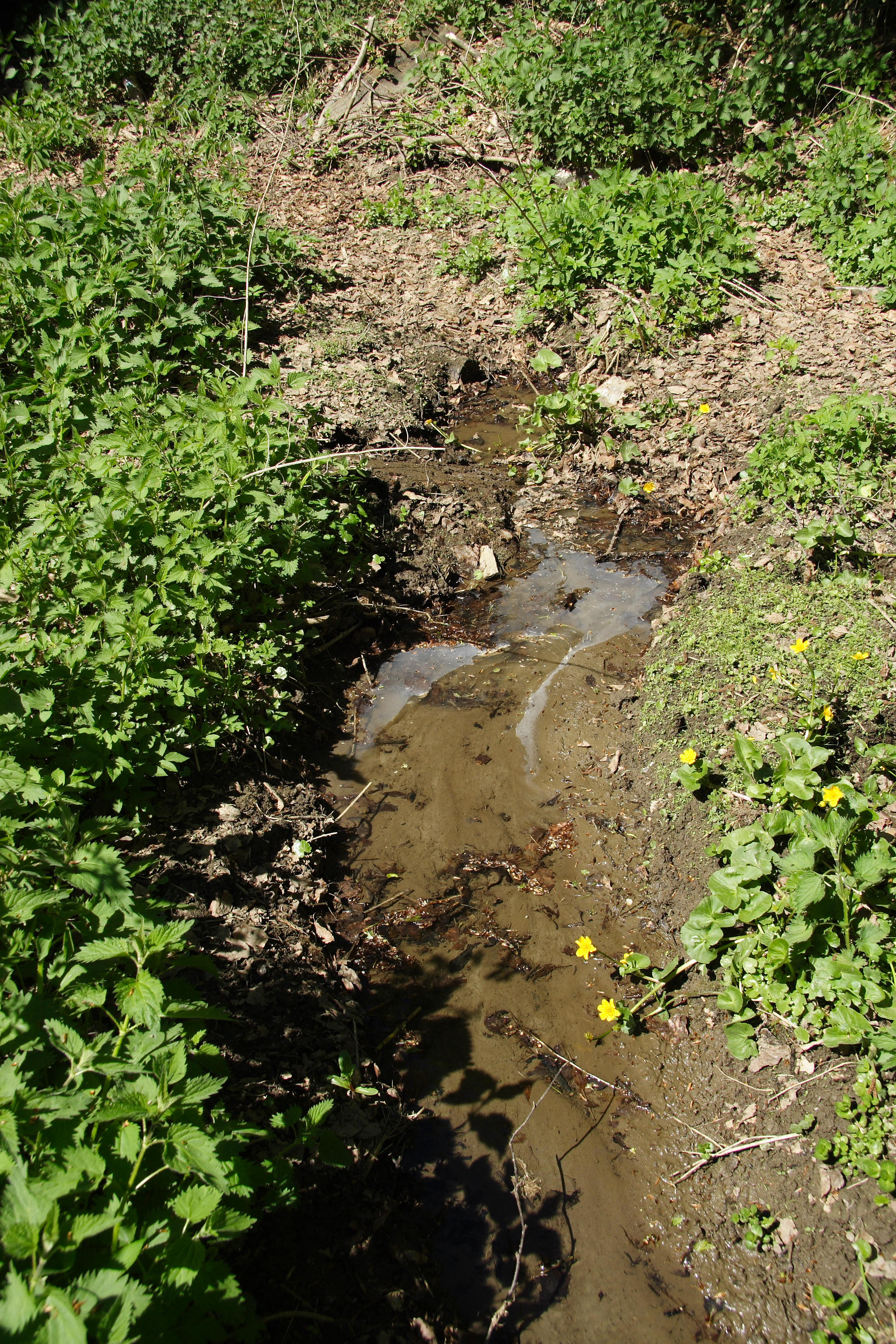
Bachschwinde der Schwelge im  Givet-Massenkalk der Briloner Hochfläche
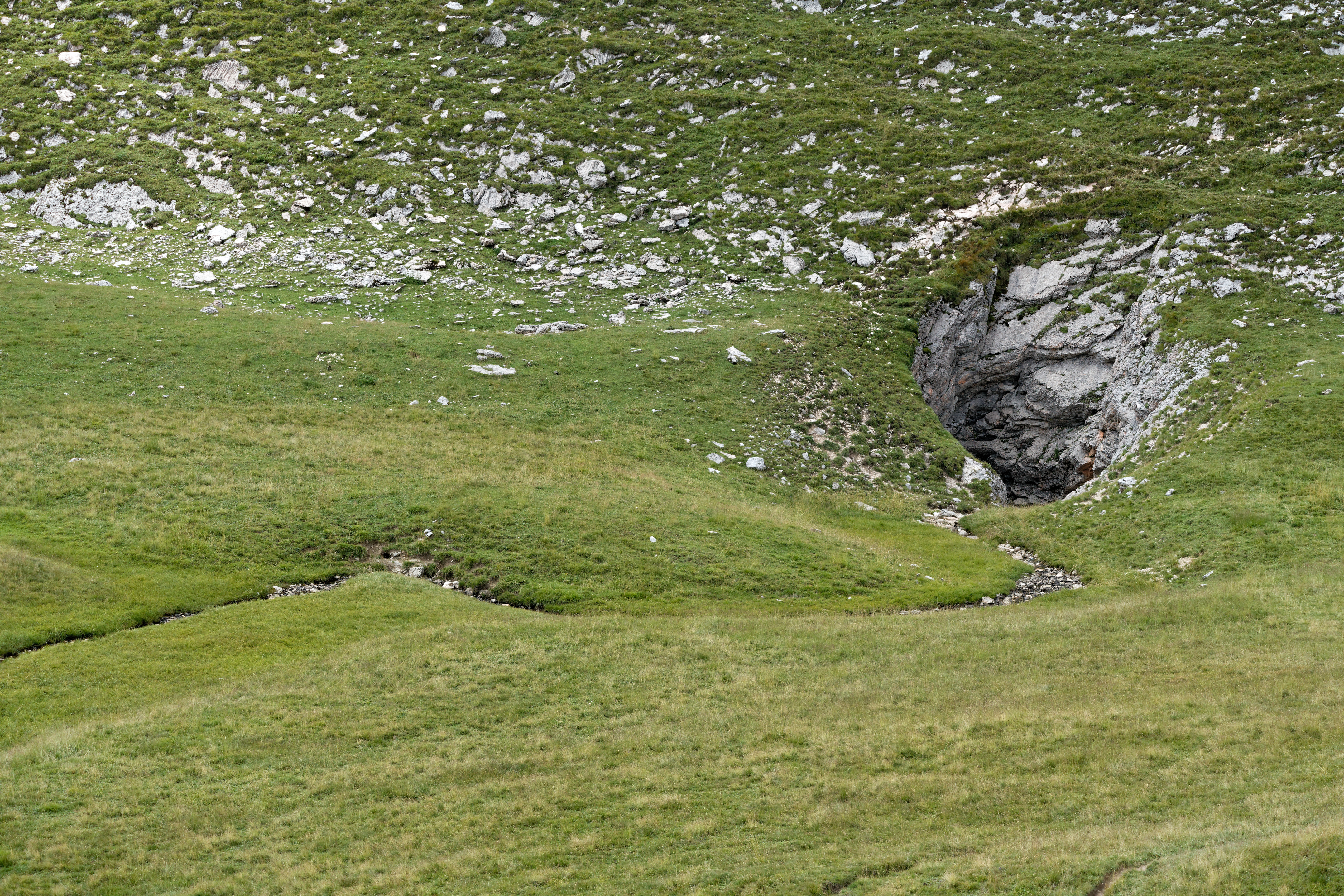
Ponor am Monte de Fóses, Italien
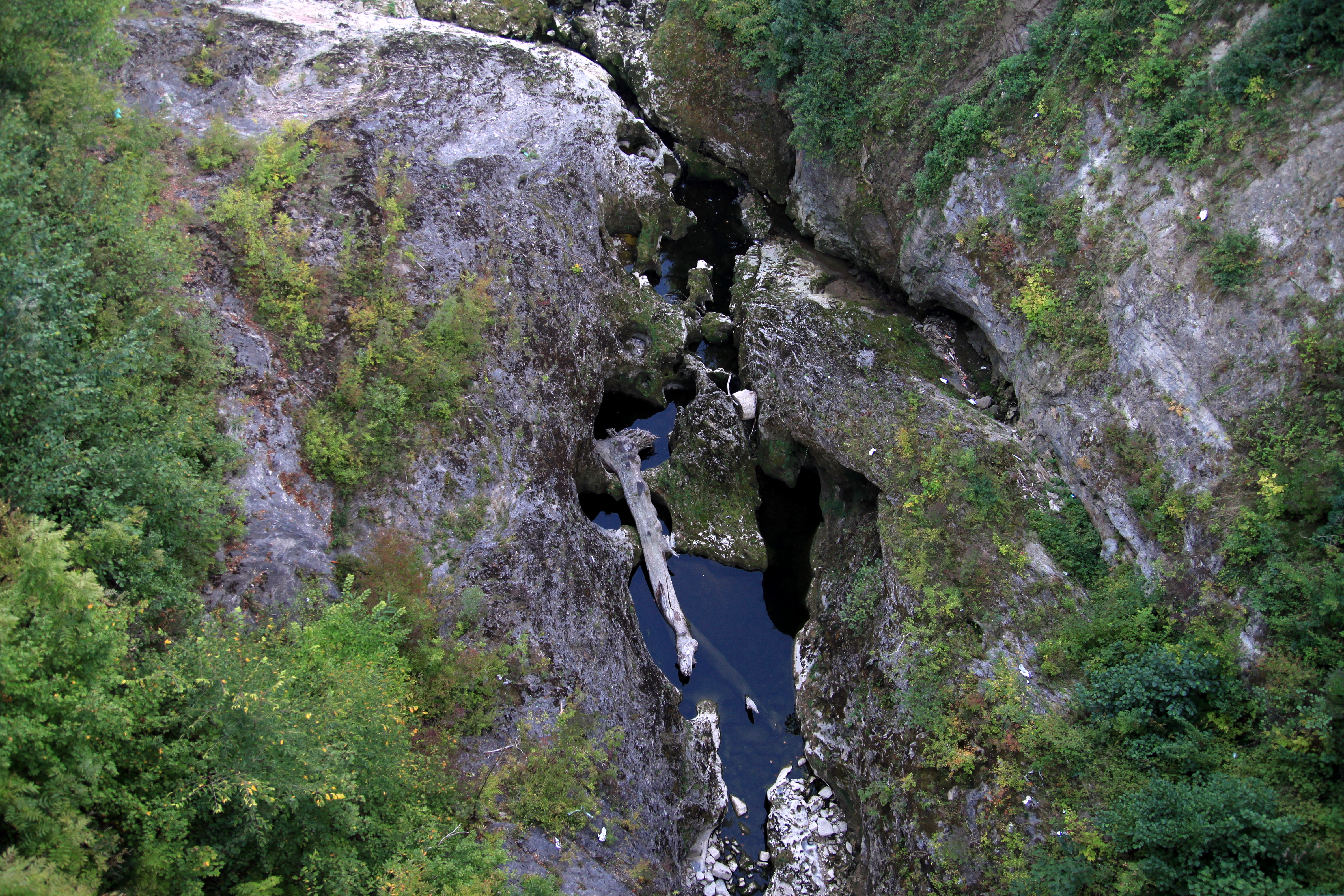
Đulin ponor, Kroatien

## Schlinger
Ein Schlinger bezeichnet jenen Fall, in dem die Zuflussmenge größer ist als die Durchflusskapazität der Öffnung oder des sich anschließenden Höhlensystems. Infolgedessen fließt der überschüssige Teil des Wassers normal oberflächlich ab und der Höhleneingang liegt unterhalb der Gewässeroberfläche. Allerdings kann die Zuflussmenge jahreszeitlich oder klimabedingt soweit absinken, dass aus dem Schlinger eine Schwinde wird. Steigt die Zuflussmenge über die Durchflusskapazität, wird aus der Schwinde wieder ein Schlinger.

## Andere Formen
Andere Formen der Abnahme oberirdischer Entwässerung sind die flächige Versickerung von Niederschlägen in allen Karstgebieten oder in diesen die Versickerungsstrecken durch Schotterflächen in einer Höhle, einem Bach oder Fluss. Beispiele hierfür sind die Donauversinkung, die Versickerungen der Lone, der Wutach, der Alme, der Sauer, der Pegnitz, von drei Nebenflüssen der Wehra am Hochrhein, der Ill, der Schwarza, die Versickerung des Eichener Sees und die Versickerung der Lesse in der Höhle von Han-sur-Lesse in Belgien. Eine Besonderheit in Irland sind Turlough genannte Senken in Karstgebiet, die sich bei hohem Grundwasserspiegel durch Ponore mit Wasser füllen und bei niedrigerem Wasserstand wieder trocken fallen.
Durch Ponore kann Wasser auch jenseits einer Wasserscheide abgeführt werden, wie bei der Donauversinkung bei Immendingen (das Austrittswasser, die Radolfzeller Aach fließt in den Bodensee, das Donauwasser erreicht auf diese Weise den Rhein). Um Fließwege und Fließgeschwindigkeiten zu ermitteln, können Markierungsversuche mit Markierungsstoffen unternommen werden.